# Béni Saf
Béni Saf (arabisch بني صاف) ist eine Hafenstadt im Nordwesten von Algerien, ca. 80 km südwestlich von Oran. Die Hafenstadt wurde 1876 gegründet um Eisenerz, Marmor und das Mineral Onyx, welche in südlich der Stadt gelegenen Minen gefördert wurden, verschiffen zu können.
Die Hafenstadt ist Übergangspunkt der Erdgaspipeline Hassi R’Mel–Almería, die von algerischen Gasfeld Hassi R’Mel nach Almería im Süden von Spanien verläuft.

## Söhne und Töchter der Stadt
- Bernard-Henri Lévy (* 1948), französischer Journalist und Publizist